# NGC 1784
NGC 1784 (другие обозначения — MCG -2-13-42, IRAS05030-1156, PGC 16716) — спиральная галактика с перемычкой (SBc) в созвездии Заяц.
Этот объект входит в число перечисленных в оригинальной редакции «Нового общего каталога».
В распределении нейтрального водорода в галактике имеются особенности. Также в NGC 1784 имеется большое кольцо из этого газа, охватывающее восточную сторону галактики.